# Грб Беча
Грб Беча има дугу и компликовану историју. Најстарији печати града показују само орла. Орао највероватније потиче са грба херцога Аустрије из династије Бабенберг. Најстарији печат града виси на документу из 1228. године, али једини преостали документ је копија непознатог датума. Тако да није у потпуности сигурно да ли је град Беч, већ у 1228. године користио овај печат. Најстарији оригинални печат виси на документу из 1239. године. Следећи познат печат је утиснут на документу из 1281. године. Мањи грб на градском печату, град користи од 16. века.